# Optična os
Óptična ós je v optičnem sistemu premica, ki sovpada z osjo simetrije elementov optičnega sistema. Pogosto predstavlja ta premica os rotacijske simetrije. Optični sistem lahko sestavljajo odbojni elementi (ogledala) ali elementi, ki svetlobo prepuščajo (lomijo) (leče).
Optična os običajno teče skozi središča krogelnih ploskev elementov optičnega sistema.